# Organische Elektronik
Organische Elektronik ist ein Teilgebiet der Elektronik, das elektronische Schaltungen aus elektrisch leitfähigen Polymeren oder kleineren organischen Verbindungen verwendet. Ausgehend vom im englischen Sprachraum vorwiegend verwendeten Begriff „plastics electronics“ wird auch das Synonym Polymerelektronik verwendet (sehr viel seltener auch Plastikelektronik oder Kunststoffelektronik). Generelles Merkmal aller Konzepte ist in der Regel das Design der Schaltkreise aus Makromolekülen und im Vergleich zu herkömmlicher Elektronik aus multi-molekularen Strukturen größerer Dimension. Daher wird außerdem das neue Kunstwort Polytronik (in Analogie zu Mechatronik) verwendet.
Merkmal der organischen Elektronik ist die Verwendung mikroelektronischer Bauelemente auf Trägermaterialien aus organischen Folien sowie mit Leiterbahnen und Bauelementen aus leitfähigen organischen Molekülen (organische Halbleiter) gefertigt werden. Die Moleküle (neben Monomeren und Oligomeren vor allem Polymere) werden dabei in Form dünner Filme oder kleiner Volumen auf die Folien aufgedruckt, aufgeklebt oder anderweitig angebracht. Für die Herstellung der dünnen Schichten kommen alle Verfahren in Betracht, die auch für Elektronik auf keramischen oder halbleitenden Trägern verwendet werden.

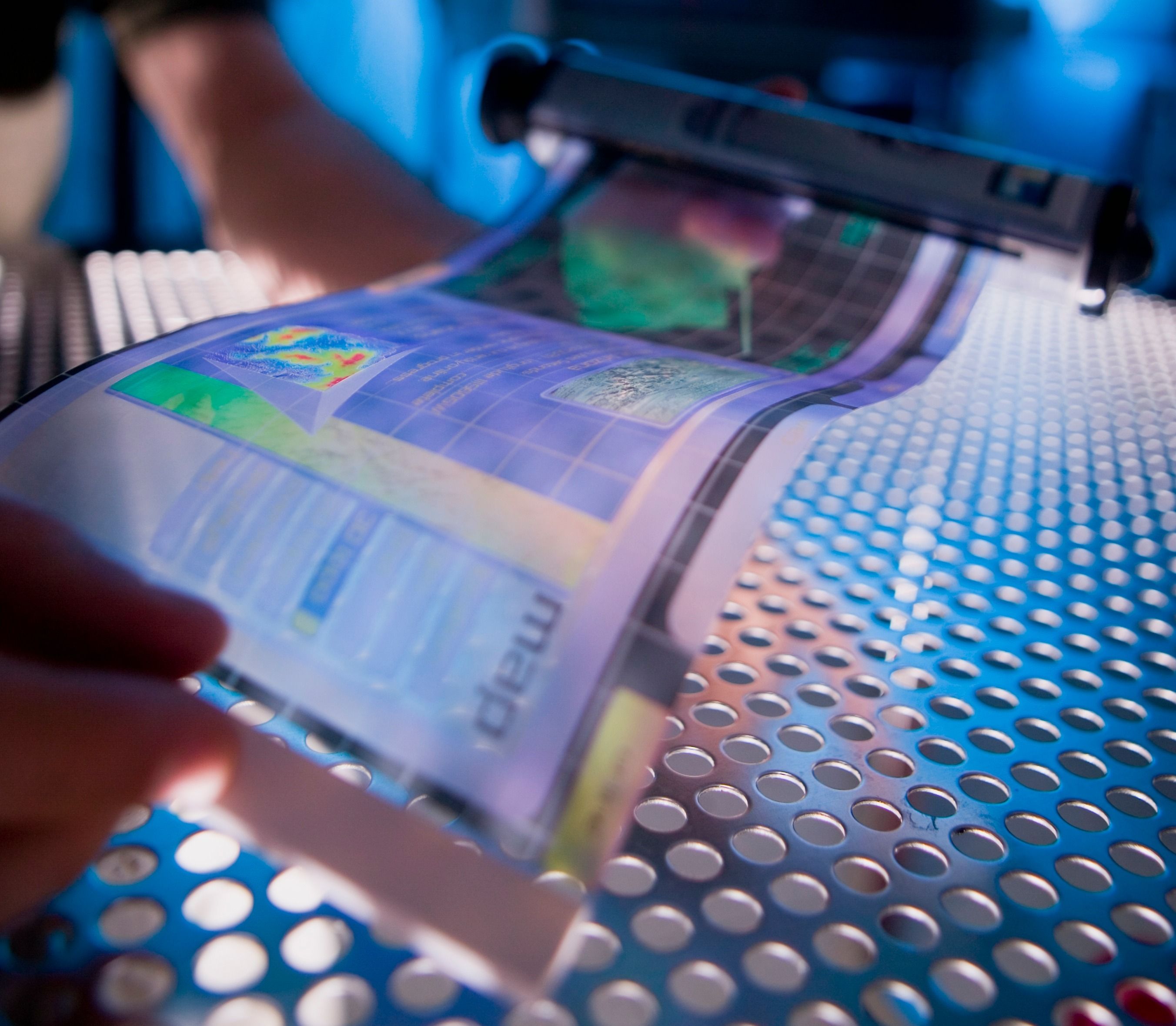
Biegsames Display aus organischer Elektronik

## Polymerelektronik
Je nach chemischem Aufbau können Polymere elektrisch leitende, halbleitende oder nichtleitende Eigenschaften besitzen. Die Isolationsfähigkeit der „normalen“ Polymere des täglichen Gebrauchs werden schon seit Beginn des 20. Jahrhunderts in der Elektrotechnik, beispielsweise als isolierende Hülle von Kabeln, genutzt. Anfang der 1970er Jahre wurden erstmals auch elektrisch leitfähige und halbleitende Polymere hergestellt und charakterisiert. Für Verdienste auf diesem Gebiet wurde 2000 der Nobelpreis für Chemie an Alan J. Heeger, Alan G. MacDiarmid und Hideki Shirakawa verliehen. Durch den Einsatz dieser neuartigen Materialien für elektronische Anwendungen wurde der Begriff „Polymerelektronik“ geprägt.
Die Polymerelektronik befindet sich noch weitgehend im Labor- oder Pilotstadium. Im Jahr 2008 wurde mit dem PolyID ein marktreifer, gedruckter RFID-Chip vorgestellt. Der erste Mikroprozessor aus Polymerfolien wurde 2011 von einem Forschungsteam präsentiert.
Die geplanten polytronischen Anwendungen sollen den Markt für extrem preiswerte ubiquitäre Elektronik erschließen, welcher von der traditionellen Silizium-basierten Elektronik auf Grund spezieller Anforderungen und der Kosten für die Aufbau- und Verbindungstechnik nicht erreicht werden kann. Die Herstellungsprozesse für die Polymerelektronik werden daher in Richtung hoher Stückzahlen, äußerst niedriger Herstellkosten und weitgehend frei von Aufbauschritten entwickelt. Preiswerte Druckverfahren, Rolle-zu-Rolle-Beschichtungs- und Strukturierungsmethoden bilden für zukünftige Produkte in diesem Bereich eine wichtige Basis.

### Aufbau der Polymere
Das Grundgerüst der elektronischen Polymere sind konjugierte Polymerhauptketten, die aus einer streng alternierenden Abfolge von Einfach- und Doppelbindungen bestehen. Diese Polymere besitzen dadurch ein delokalisiertes Elektronensystem, welches Halbleitereigenschaften, und nach chemischer Dotierung Leitfähigkeit ermöglicht.

### Vorteile der Polymerelektronik
Der Hauptvorteil dieser Schaltungen sind die geringeren Herstellungskosten, wodurch sie für sogenannte „Wegwerfelektronik“ (z. B. RFID-Tags auf Wegwerfverpackungen als elektronische Preisschilder) interessant sind.
Außerdem besitzen Polymere Eigenschaften, die mit klassischen Halbleitern nicht möglich sind. So lassen sich beispielsweise flexible Folien mit integrierten Schaltungen herstellen.

### Nachteile der Polymerelektronik
Es gibt bisher keine verlässlichen Angaben zu der Lebensdauer von Daten, die in elektronischen Polymerbaugruppen gespeichert werden. Solange zu der Frage der erwartbaren Lebensdauer keine klaren Angaben vorliegen, können keine Tests durchgeführt werden, und die Polymerelektronik bleibt daher ein weitgehend akademisches Thema. Lösungen, die auf Speicherinhalte verzichten können, sind eher selten und haben durchgängig eine geringe Qualität. Wenn die Frage aufkommt, welche praktisch umsetzbaren Ergebnisse die Forschung bisher gebracht hat, kann man sich daher in die Urzeit der Elektronik Anfang 1960 zurückversetzt fühlen. Bei hybriden Aufbauten (Kombination von Organischer Elektronik mit klassischer Siliziumtechnik) geht ein großer Teil der besonderen Merkmale der Polymerelektronik verloren.
Forschende merkten daher 2023 an, dass Recycling und Lebenszyklus-Betrachtungen bei Aspekten wie der Verkapselung besser berücksichtigt werden sollte. Im Zuge dessen schlugen sie unter anderem die Übernahme von Cradle-to-Cradle-Prinzipien vor.

## Kleine Moleküle
Sogenannte Kleine Moleküle (niedermolekulare Verbindungen) werden bisher nur für OLEDs eingesetzt (SOLED oder SMOLED). Weitere Technologien wie organische Solarzellen befindet sich im Übergang in die kommerzielle Anwendung.

## Anwendungen
Polyelektronik gilt als Schlüsseltechnologie mit zunehmender Bedeutung für eine Vielzahl von Anwendungen.
In den etablierten Anwendungsgebieten der Informationsverarbeitung besitzen anorganische Halbleiter im Vergleich zu molekülbasierten Technologien u. a. die Vorteile einer wesentlich höheren Ladungsträger-Beweglichkeit und Stabilität gegenüber Umwelteinflüssen. Das Ziel der Entwicklung von Plastikelektronik beinhaltet daher (bislang) nicht, die klassischen Halbleitertechnologien auf Basis anorganischer Halbleiter zu ersetzen. Im Vordergrund steht vielmehr die Erschließung elektronischer Anwendungsbereiche, die sehr leichte und/oder mechanisch flexible Trägermaterialien erfordern.
Zu solchen Anwendungen zählen z. B.
- Flachbildschirme[9] bzw. sogenanntes
- „elektronisches Papier“[10][11]

oder Anwendungen, die sehr kostengünstige und einfache Herstellungsverfahren für eine ökonomisch rentable Massenfertigung voraussetzen wie z. B.
- Photovoltaikanlagen
- Chipkarten
- Sensoren[12][13]
- Identifikationsplaketten[14]

Solche Anwendungsbereiche sind für die klassischen Herstellungs- und Strukturierungstechnologien der Halbleiterindustrie problematisch, da die notwendigen Prozesse extreme Bedingungen des Ultrahochvakuums, große Anforderungen an die Prozesssteuerung sowie hohe Temperaturen erfordern – Bedingungen, die sehr kostenintensiv sind und empfindliche, flexible Substrate auf Polymerbasis ausschließen.

### Spezielle Anwendungen
Neben leitenden oder halbleitenden Eigenschaften können die Materialien der Polymerelektronik auch unter gewissen Umständen Licht aussenden. Dies ermöglicht den Einsatz in organischen Leuchtdioden (OLED). Damit werden biegsame oder transparente Displays für Industrie und Medizin möglich.
Der umgekehrte Effekt, Licht zu absorbieren und in elektrische Energie zu verwandeln, ermöglicht die Anwendung in organischen Solarzellen (organische Photovoltaik). Zudem können diese Polymere als Sensoren oder auch als organische Speicher eingesetzt werden. Mit organischen Feldeffekttransistoren (OFET) können integrierte Schaltungen aufgebaut werden. Auch Anwendungen als elektronisches Papier erscheinen realisierbar.
Die Beweglichkeit der Ladungsträger ist mit ca. 0,2 cm²/Vs um drei bis vier Größenordnungen niedriger als in Silizium, daher können kurze Schaltzeiten mit OFET nicht realisiert werden.
In der Medizintechnik können Thrombosen, Lungenembolie und Schlaganfall mit einem polyelektronisch ausgestatteten Analysegerät vorzeitig erkannt werden. Praktisch kann dies zum Beispiel mit einem Sensorarmband geschehen, das Elektrosmog messen kann und Patienten mit Herzschrittmachern vor lebensbedrohlicher Strahlung warnt.
Mit dem Schlagwort „intelligentes Plastik“ wird die Zusammenführung kunststoffbasierter Systemfunktionen beschrieben, im Speziellen auch das Zusammenspiel verschiedener Polymere mit unterschiedlichen Dehnungseigenschaften. Durch das Kombinieren solcher Stoffe soll beispielsweise eine gezielte Formveränderung bei Temperaturerhöhung erreicht werden.

## Herstellungsverfahren
Organische Moleküle und Polymere lassen sich durch vergleichsweise einfache Verfahren bei Verarbeitungstemperaturen von weniger als 120 °C auf verschiedene Substrate großflächig aufbringen und im Mikrometer-Bereich strukturieren:
- Drucken[17], z. B. Tintenstrahldruck (vgl. dazu auch z. B.[9][18]), Siebdruck, Mikrokontakt-Stempeldruck
- Rotationsbeschichtung (spin coating[19]), die mit nachgeschalteten Strukturierungsverfahren wie der Fotolithografie[20][21] oder Prägetechniken[22] kombiniert wird.

Diese Verfahren setzen voraus, dass die leitfähigen organischen Moleküle als Lösung vorliegen. Allerdings besitzen nur wenige dieser Moleküle eine relevante Löslichkeit, so dass zur Erzielung einer Löslichkeit die meisten Substanzen chemisch modifiziert werden müssen oder lösliche Vorläufermoleküle verwendet werden, die erst nach der Deponierung chemisch umgewandelt werden (precursor method).
Die physikalische Gasphasenabscheidung (PVD) ist eine weitere, allerdings aufwendigere Herstellungsmethode. Eingesetzt wird thermisches Verdampfen oder Modifizierungen wie die organische Gasphasenabscheidung (OPVD). Im Zusammenhang mit diesen Verfahren werden oft Schattenmasken zur Strukturierung verwendet.

## Funktionselemente
Zu den Funktionselementen, die als aktive Einheit für eine Plastikelektronik realisiert werden konnten, zählen:
- organischer Feldeffekttransistor/Dünnschichttransistor (OFET/OTFT):[26] In vielen Entwicklungsansätzen wird nur die Halbleiterschicht aus organischen Verbindungen aufgebaut (mittels Monomeren,[21][27][28] mittels Oligomeren[29] oder mittels Polymeren[22][30]) und die Elektroden konventionell oder z. B. durch Metalltransfer-Stempeldruck[31] aus metallischen Substanzen gefertigt. Es lassen sich aber auch Ansätze verwirklichen, in denen sämtliche Komponenten aus Polymeren bestehen.[18][32]
- organische Leuchtdiode (OLED), mittels Monomeren[33][34][35] und mittels Polymeren[36] realisierbar.
- organische Solarzelle, mittels Monomeren[37] und mittels Polymeren[38][39] realisierbar.